# Fenster zum Jenseits
Fenster zum Jenseits ist ein Schweizer Dokumentarfilm über Spuk- und paranormale Phänomene in der Schweiz.

## Inhalt
Der Film des Schweizer Regisseurs O’Neil Bürgi, basiert auf dem 2006 erschienenen Buch Orte des Grauens in der Schweiz von Hans Peter Roth und Niklaus Maurer. Der Journalist Hans Peter Roth untersucht Spuk- und Gespenstergeschichten in der Schweiz und dokumentiert diese durch Zeugenbefragungen. Zwei der Protagonisten geben die Fähigkeit vor, verstorbene Menschen sehen und Stimmen aus dem Jenseits hören zu können und berichten über ihre «Begabung».

## Veröffentlichung
Der Film erschien am 12. Dezember 2012 in den Deutschschweizer Kinos. Die DVD und Blu-ray erschien 2013 im Schweizer Handel. Die Erstausstrahlung im Fernsehen erfolgte am 16. Oktober 2014 auf dem Schweizer Privatsender S1. Seit dem 23. Juni 2022 ist der Dokumentarfilm auf der Schweizer Streamingplattform Play Suisse verfügbar.

## Kritiken
„Der Film entpuppt sich als eigentliche Milieustudie. Bürgi porträtiert Szenegänger - wie er es schon in «Dancing with the Storms» (2009) mit Sturmjägern gemacht hat, einer Volksgruppe, die Gewitter aufzeichnet. In «Fenster zum Jenseits» kommen der Berner Journalist Hans Peter Roth, das Medium Meile sowie der Seher Sam Hess zu Wort. Roth hat Hunderte Spukgeschichten erfragt und dokumentiert, Hess bezeugt einen rührenden Respekt vor seinen verstorbenen Besuchern, und auch wenn Meiles mediale Fähigkeiten von aussen schlecht überprüfbar sind, so ist er doch zumindest fähig, einem Witwer in der schlimmsten Trauerphase Mut zu machen. Wie alle Fachkräfte der Welt verwenden auch sie eigenes Vokabular: Geister sind Geistwesen, Entitäten oder Wesenheiten, die Toten leben in der «geistigen Welt». Der Zaungast lernt einiges...“

„Eine solide, durchaus faszinierende Spuk-Dokumentation, der man zu Gute halten muss, dass sie sich, eingedenk des Goethe-Spruchs, „Es glaubt doch jeder nur was er versteht“, ihrem Thema mit wohltuend kluger Sorgfalt nähert.“

„Fenster zum Jenseits ist ein ruhiger und stimmiger Dokumentarfilm über ein zeitloses, heiss diskutiertes Thema. O'Neil Bürgi porträtiert drei Männer, die sich leidenschaftlich mit dem Jenseits befassen, und richtet sich dabei an Zuschauer, die dem Thema ebenfalls nicht abgeneigt sind.“

„In ruhigen und langen Einstellungen fängt Kameramann Emilio Cocciadiferro die Orte und Begegnungen ein; der Schnitt (Bürgi und Louis F. Golay) setzt nicht auf Hektik oder Effekte; die oft tiefen Töne in Daniel Laufers Musik sind zurückhaltend und doch suggestiv. Der Regisseur will bewusst nicht Stellung beziehen, ob die Phänomene wissenschaftlich erklärbar sind, und hält kritisch beobachtende Distanz.“